# Jardín de Plantas Medicinales de la Facultad de Farmacia de Kioto
El Jardín de Plantas Medicinales de la Facultad de Farmacia de Kioto en japonés: 京都薬科大学附属薬用植物園 Kyōtoyakkadaigaku Fuzoku Yakuyō shokubutsu-en, es un jardín botánico de 13 016 m² de extensión, que se encuentra en la ciudad de Kioto, prefectura de Kioto, Japón.
Dependiente administrativamente de la facultad de farmacia de la Universidad de Kioto.

## Localización
KyōtodaigakuDaigakuin Yakugakukenkyūka Fuzoku Yakuyō shokubutsu-en Hinohayashi(ja:日野林)39, Fushimi-ku, Kioto-shi, prefectura de Kioto, 601-1405, Japón.
Planos y vistas satelitales.34°56′14″N 135°49′3″E / 34.93722, 135.81750
- Altitud: 60 m s. n. m.
- Temperatura media anual: 16 °C
- Precipitaciones medias anuales: 1 460,5 mm

## Historia
El jardín de plantas medicinales fue creado en 1925. Se transfirió al lugar actual en 1968.

## Colecciones
Se cultivan alrededor de unas 1 100 especies de plantas medicinales, y de utilidad.

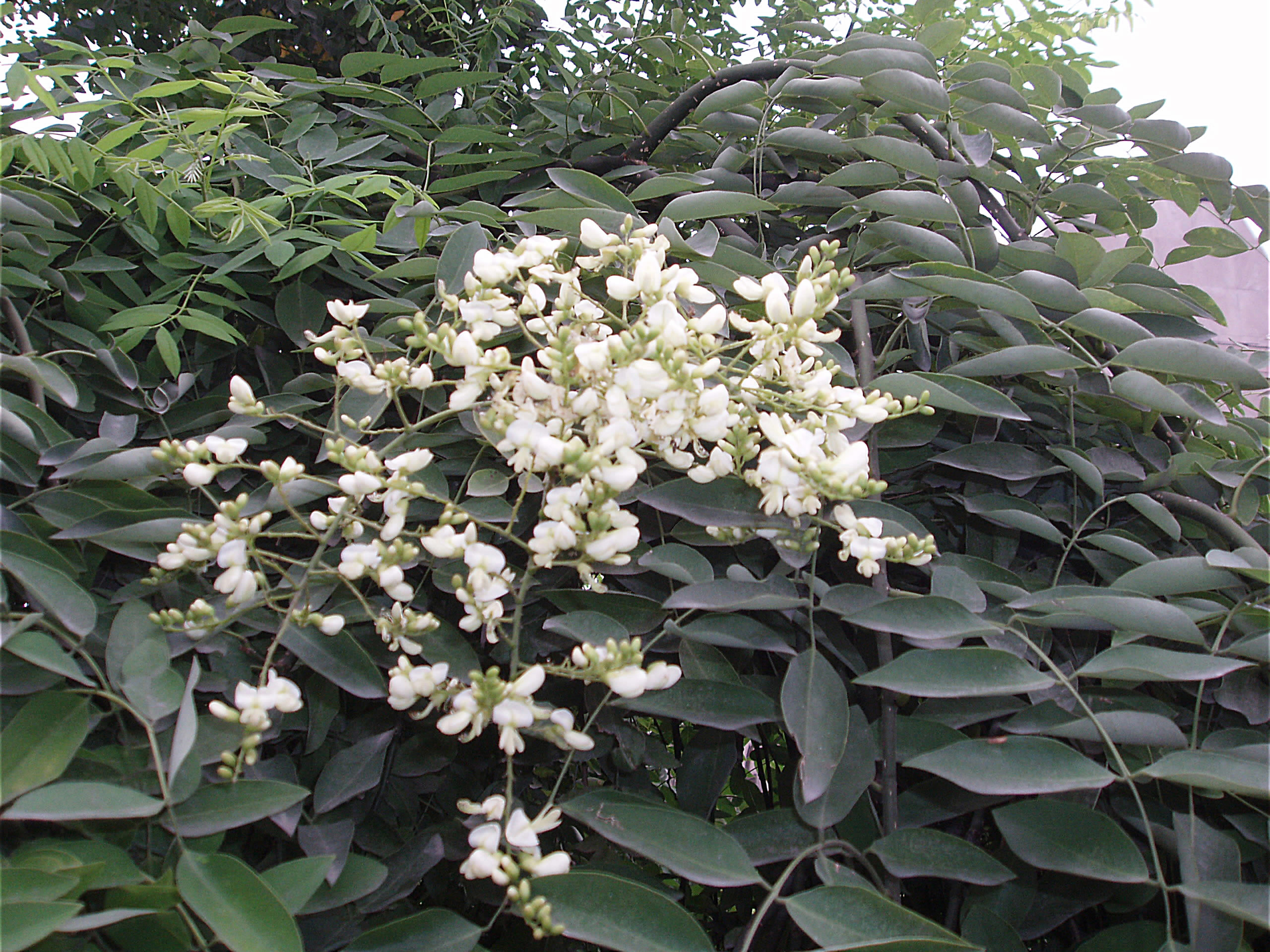
Styphnolobium japonicum o árbol pagoda, una de las especies cultivadas en el jardín botánico.

Las plantas se encuentran agrupadas en diferentes zonas del jardín.
- ZonaA, Plantas anuales y bianuales: Carthamus tinctorius, Matricaria chamomilla, Trigonella foenum-graecum, Scopolia japonica...
- ZonaB, Plantas vivaces: Paeonia suffruticosa, Paeonia lactiflora, Digitalis purpurea...
- ZonaC, Arboreto: Styphnolobium japonicum, Phellodendron amurense, Cinnamomum zeylanicum...
- ZonaD: otra agrupación de plantas anuales y bianuales.
- ZonaE: vivaces: Acanthus mollis, Sanguisorba minor...
- ZonaF, Plantas medicinales: Capsicum annuum, Edgeworthia chrysantha, Gossypium spp., Canavalia gladiata, Perilla frutescens...
- Zona G, Plantas acuáticas y árboles: Nuphar japonicum, Lonicera japonica, Lonicera affinis, Prunus armeniaca...
- ZonaH, otra zona de arboleda: Laurus nobilis, Sapindus mukurossi...

En sus instalaciones también mantienen a un herbario.

## Actividades
- Investigaciones sobre el cultivo de plantas medicinales;
- Herborización;
- Realización de herbarios;
- Registro en forma de base de datos;
- Métodos de definición de las plantas medicinales;
- Estudios sobre la morfología de las plantas medicinales;
- Trabajos de prácticas de los estudiantes de la facultad de farmacia;
- Recepción de los estudiantes que preparan su memoria de final de estudios;
- Curso sobre las plantas medicinales con destino al público de los alrededores;
- Recepción de farmacéuticos en período de prácticas.

Recientemente se ha hecho un censo (seguimiento de la redacción de informes) de la flora espontánea de la ciudad de Miyazu (principalmente del sector de Kamiseya) y de la de Omiyacho (Naka-Gun, principalmente del sector de Ikaga).